# 冥夜花伝廊
「冥夜花伝廊」（めいやかでんろう）は、栗林みな実の22枚目のシングル。2010年1月27日にGloryHeavenから発売された。

## 概要
「冥夜花伝廊」は、フジテレビ、毎日放送、BSフジで放送のアニメ『刀語』の前期オープニングテーマ。ジャケットには、とがめが鑢七花に抱きついている様子が描かれている。
栗林のマキシシングルでは、初めてランティス内の別レーベルからのリリースとなった。

## 収録曲
全作詞：畑亜貴
1. 冥夜花伝廊 [4:09] 
作曲：上松範康、編曲：菊田大介
2. 微笑みの彼方 [5:15] 
作曲：伊藤真澄、編曲：虹音
3. 冥夜花伝廊 (off vocal)
4. 微笑みの彼方 (off vocal)